# Molí de Vent (Constantí)
El Molí de Vent és una obra de Constantí (Tarragonès) inclosa a l'Inventari del Patrimoni Arquitectònic de Catalunya.

## Descripció
El molí està situat vora la séquia dels Molins. És de planta quadrangular i té forma de torre. L'edifici es divideix en tres franges horitzontals, i els murs són d'opus caementicium i estan delimitats per cadenes cantoneres de maons. La primera part és l'accés a l'interior, que es realitza per una obertura adovellada en arc de mig punt i brancals també de maó. A la part superior hi ha una obertura romboidal envoltada de maons. Tot seguit, el segon fris està delimitat per dues cornises de maó, i dona pas al tercer pis, compost per una obertura rectangular rematada per la mateixa tipologia de maó desenvolupada a la resta de l'edifici. Una cornisa envolta la coberta, que és plana i amb un merlet a cada cantonada, i sobre la qual es conserva una estructura de ferro, on hi havia unes aspes que mogudes pel vent aixecaven l'aigua d'un pou situat sota el molí.

## Història
El molí pertanyia al Mas Mascaró i a mitjans del segle XX es va deixar d'utilitzar la força del vent i l'aigua es treia amb un motor de gasoil.